# Carlo Testa
Carlo Testa (fl. XX secolo) è stato un calciatore italiano, di ruolo attaccante.

## Carriera
Con il Savona disputa 9 gare nel campionato di Prima Divisione 1922-1923.